# Force India VJM09
La Force India VJM09 è una vettura da Formula 1 realizzata dalla scuderia Force India per prendere parte al campionato mondiale di Formula 1 2016.
La monoposto è stata presentata il 22 febbraio 2016, presso il Circuito di Catalogna, a Barcellona.

## Piloti
| Piloti ufficiali    | Piloti ufficiali | Piloti ufficiali |
| Nazione             | Nome             | Numero           |
| ------------------- | ---------------- | ---------------- |
| Messico (bandiera)  | Sergio Pérez     | 11               |
| Germania (bandiera) | Nico Hülkenberg  | 27               |

## Carriera agonistica

### Test
La vettura esordisce il 22 Febbraio sull'autodromo di Montmeló, a Barcellona. Dal 22 al 25 Febbraio la vettura è impegnata nei classici test precampionato guidata da entrambi i piloti titolari.

### Stagione
Dopo un avvio di stagione decisamente negativo, con il settimo posto di Hulkenberg in Australia come unico piazzamento a punti nelle prime tre gare, dal Gran Premio di Russia in poi la situazione migliora nettamente,con due podi di Pèrez a Monaco e in Azerbaigian e altri piazzamenti a punti di Hulkenberg e dello stesso Pèrez.
Nella seconda parte di stagione la Force India si impone come quarta forza del campionato, scavalcando la Williams in classifica costruttori e cogliendo il miglior risultato nella propria storia, con un quarto posto in classifica finale.

## Risultati F1
| Anno | Team        | Motore                    | Gomme | Piloti     |    |    |    |     |     |   |    |   |    |   |    |    |   |    |     |   |   |     |    |   |    | Punti | Pos. |
| ---- | ----------- | ------------------------- | ----- | ---------- | -- | -- | -- | --- | --- | - | -- | - | -- | - | -- | -- | - | -- | --- | - | - | --- | -- | - | -- | ----- | ---- |
| 2016 | Force India | Mercedes PU106C Hybrid V6 | P     | Pérez      | 13 | 16 | 11 | 9   | 7   | 3 | 10 | 3 | 17 | 6 | 11 | 10 | 5 | 8  | 8   | 6 | 7 | 8   | 10 | 4 | 8  | 173   | 4º   |
| 2016 | Force India | Mercedes PU106C Hybrid V6 | P     | Hülkenberg | 7  | 15 | 15 | Rit | Rit | 6 | 8  | 9 | 19 | 7 | 10 | 7  | 4 | 10 | Rit | 8 | 8 | Rit | 7  | 7 | 7  | 173   | 4º   |
| 2016 | Force India | Mercedes PU106C Hybrid V6 | P     | Celis      |    | SP |    | SP  |     |   |    |   | SP |   |    |    |   | SP |     |   |   | SP  |    |   | SP | 173   | 4º   |

| Legenda | 1º posto     | 2º posto | 3º posto    | A punti         | Senza punti/Non class.  | Grassetto – Pole position Corsivo – Giro più veloce |
| Legenda | Squalificato | Ritirato | Non partito | Non qualificato | Solo prove/Terzo pilota | Grassetto – Pole position Corsivo – Giro più veloce |